# Demetilare
Demetilarea este o reacție chimică în urma căreia are loc eliminarea unei grupe metil (CH3) dintr-o moleculă. O metodă frecventă este substituția restului metil cu atom de hidrogen. Procesul invers este metilarea.

## În biochimie
În organismele vii, procesele de demetilare sunt catalizate de enzime denumite demetilaze. Acestea oxidează grupele N-metilice, care se află în histone și alte forme de ADN:
R2N-CH3  +  O   →   R2N-H   +  CH2O
Enzimele din familia citocrom P450 participă la astfel de procese de oxidare.